# Мамаго Сото Свицера (Пјаченца)
Мамаго Сото Свицера је насеље у Италији у округу Пјаченца, региону Емилија-Ромања.
Према процени из 2011. у насељу је живело 19 становника. Насеље се налази на надморској висини од 69 м.